# 内閣府特命担当大臣（国家戦略特別区域担当）
内閣府特命担当大臣（国家戦略特別区域担当）（ないかくふとくめいたんとうだいじん こっかせんりゃくとくべつくいきたんとう）は、かつて設定された日本の国務大臣。内閣府特命担当大臣の一つである。

## 概要

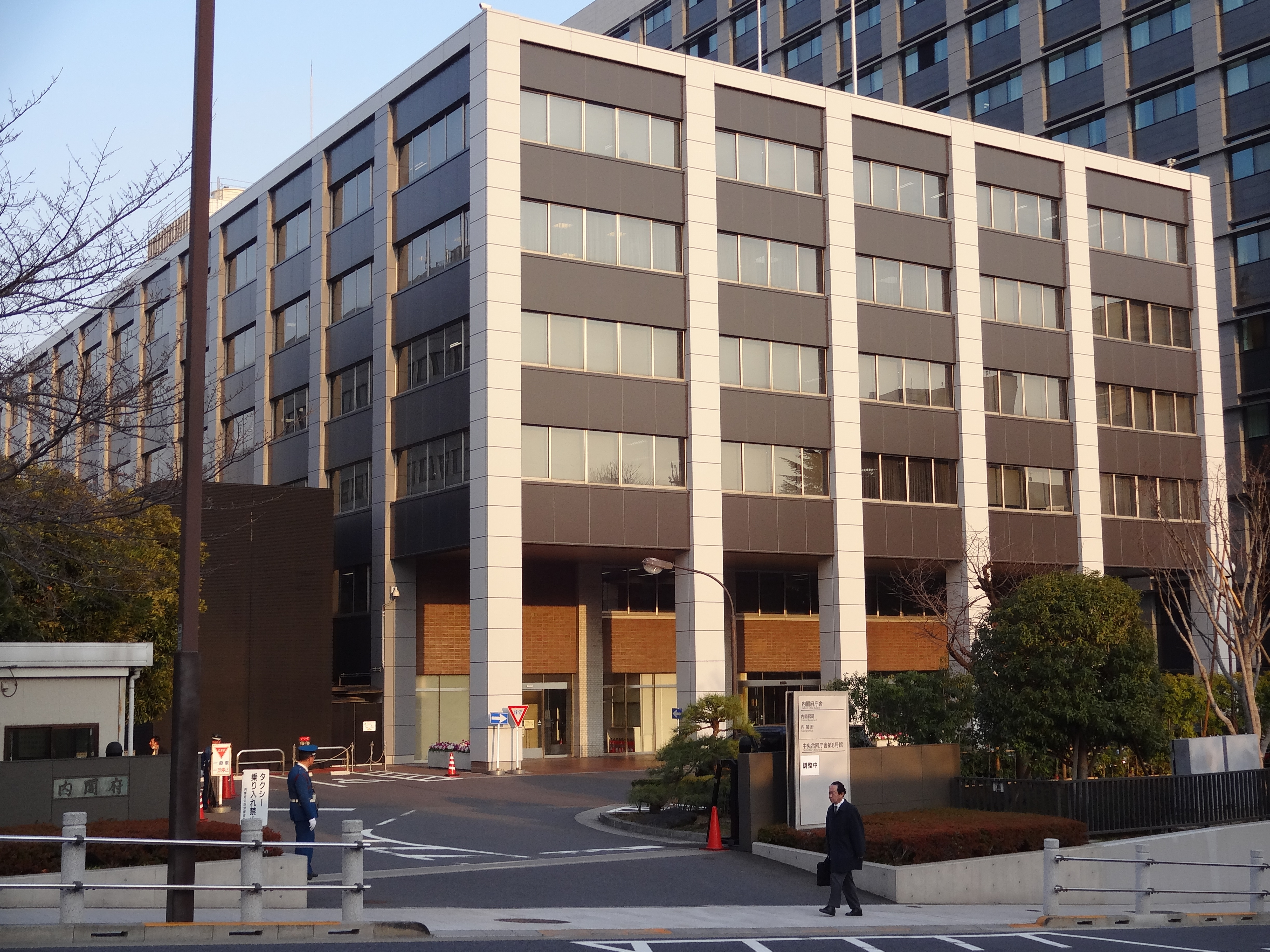
内閣府庁舎

日本の内閣府に置かれる内閣府特命担当大臣の一つである。主として国家戦略特別区域に関する政策を所管する国務大臣である。具体的には、国家戦略特別区域における産業の国際競争力の強化や、国際的な経済活動拠点の形成などに関わる政策を所管する。また、国家戦略特別区域の指定や、区域計画の策定をはじめ、国家戦略特別区域法における金融機関の指定や、国家戦略特区支援利子補給金の支給なども所管している。
内閣府にて国家戦略特別区域に関する政策を司る組織としては、重要政策に関する会議である国家戦略特別区域諮問会議などが挙げられる。内閣府特命担当大臣（国家戦略特別区域担当）は、これらの組織を担当する。この内閣府特命担当大臣（国家戦略特別区域担当）に就任した者は、国家戦略特別区域法に基づき、内閣府国家戦略特別区域諮問会議の議員に就任する。
また、内閣府特命担当大臣（国家戦略特別区域担当）に就任した者は、国家戦略特別区域法に基づき、国家戦略特別区域ごとにそれぞれ設置される国家戦略特別区域会議の構成員となる。内閣府特命担当大臣（国家戦略特別区域担当）は、関連する地方公共団体の首長と協議のうえで、国家戦略特別区域会議に構成員を加えることができる。国家戦略特別区域ごとに策定される区域計画は、内閣府特命担当大臣（国家戦略特別区域担当）をはじめ、この国家戦略特別区域会議の構成員全員の合意の下で作成される。
なお、内閣府特命担当大臣のうち、内閣府特命担当大臣（沖縄及び北方対策担当）、内閣府特命担当大臣（金融担当）、内閣府特命担当大臣（消費者及び食品安全担当）の3大臣は、内閣府設置法により必置とされている。それに対して、他の内閣府特命担当大臣は必置とはされておらず、担当する諸課題により柔軟に設置できる。そのため、政権により増減や変動があり、その役職名は必ずしも一致しない。2013年に内閣府特命担当大臣（国家戦略特別区域担当）が設置される以前は、それに類する内閣府特命担当大臣は置かれていなかった。

## 沿革
2013年に開かれた第185回国会にて、国家戦略特別区域法案が衆議院、参議院の両院で可決、成立した。この国家戦略特別区域法は、2013年12月13日に施行された。それにともない、国家戦略特別区域に関する政策は、内閣府が所管することになった。これを受け、第2次安倍内閣は、内閣府特命担当大臣（国家戦略特別区域担当）を設置することにした。同日付で、総務大臣および内閣府特命担当大臣（地方分権改革担当）の新藤義孝が、内閣府特命担当大臣（国家戦略特別区域担当）に就任した。
2015年10月、第3次安倍改造内閣で地方創生担当大臣が内閣府特命担当大臣になったのに伴い内閣府特命担当大臣（国家戦略特別区域担当）は廃止された。また、国家戦略特別区域諮問会議の担当も内閣府特命担当大臣（地方創生担当）に引き継がれた。

## 名称
任命・補職は3段階で行われており、まず「国務大臣に任命する」との官記が出され、次いで当該の国務大臣に対して「内閣府特命担当大臣を命ずる」との辞令が出され、さらに当該の内閣府特命担当大臣に対して「国家戦略特別区域を担当させる」と命ぜられる。これらの辞令は『官報』に掲載されるため、その記載に基づき「内閣府特命担当大臣（国家戦略特別区域担当）」と表記される。なお、国家戦略特別区域法においては、「内閣府設置法（平成十一年法律第八十九号）第九条第一項に規定する特命担当大臣」のうち「同項の規定により命を受けて同法第四条第一項第三号の二に掲げる事項に関する事務及び同条第三項第三号の七に掲げる事務を掌理するもの」を指して「国家戦略特別区域担当大臣」と称して記述している。

## 歴代大臣
| 内閣府特命担当大臣（国家戦略特別区域担当）                         | 内閣府特命担当大臣（国家戦略特別区域担当） | 内閣府特命担当大臣（国家戦略特別区域担当） | 内閣府特命担当大臣（国家戦略特別区域担当） | 内閣府特命担当大臣（国家戦略特別区域担当） | 内閣府特命担当大臣（国家戦略特別区域担当） | 内閣府特命担当大臣（国家戦略特別区域担当） | 内閣府特命担当大臣（国家戦略特別区域担当） | 内閣府特命担当大臣（国家戦略特別区域担当） |
| 代                                                                 | 氏名                                       | 氏名                                       | 内閣                                       | 内閣                                       | 就任日                                     | 退任日                                     | 党派                                       | 備考                                       |
| ------------------------------------------------------------------ | ------------------------------------------ | ------------------------------------------ | ------------------------------------------ | ------------------------------------------ | ------------------------------------------ | ------------------------------------------ | ------------------------------------------ | ------------------------------------------ |
| 1                                                                  |                                            | 新藤義孝                                   | 第2次安倍内閣                              | 第2次安倍内閣                              | 2013年12月13日                             | 2014年9月3日                               | 自由民主党                                 |                                            |
| 2                                                                  |                                            | 石破茂                                     |                                            | 改造内閣                                   | 2014年9月3日                               | 2014年12月24日                             | 自由民主党                                 |                                            |
| 3                                                                  | 第3次安倍内閣                              | 第3次安倍内閣                              | 2014年12月24日                             | 2015年10月7日                              | 再任                                       |                                            | 自由民主党                                 |                                            |
| （第3次安倍第1次改造内閣以降、内閣府特命担当大臣（地方創生担当）） |                                            |                                            |                                            |                                            |                                            |                                            |                                            |                                            |

- 内閣府特命担当大臣は複数名を任命することがあるため、通常は代数の表記は行わない。ただし、本表ではわかりやすさに配慮し、代数の欄を便宜上設けた。
- 辞令のある再任は就任日を記載し、辞令のない留任は就任日を記載しない。
- 党派の欄は、就任時、または、内閣発足時の所属政党を記載した。